# الدوري العراقي الدرجة الأولى
الدوري العراقي الدرجة الأولى هو دوري كرة قدم وهو المستوى الثالث من نظام الدوري العراقي لكرة القدم، تأسس عام 1974. يتكون الدوري من 20 فريقًا مقسمة إلى مجموعتين في المرحلة الأولى. تتأهل الفرق الأربعة الأولى في كل مجموعة إلى المرحلة الثانية، حيث يتم تقسيمها إلى مجموعتين أخريين. يتم ترقية الفائزين بالمجموعة في المرحلة الثانية مباشرة إلى الدوري العراقي الممتاز، بينما يهبط الفريقان الأخيران في المرحلة الأولى إلى دوري الدرجة الثانية العراقي. يدير الدوري الاتحاد العراقي لكرة القدم.

## اسم المسابقة
| الفترة        | الاسم                          |
| ------------- | ------------------------------ |
| 1974–1995     | الأندية الوطنية الدرجة الثالثة |
| 1995–1999     | دوري الدرجة الثانية            |
| 1999–2000     | دوري الدرجة الثالثة            |
| 2000–2002     | دوري الدرجة الثانية            |
| 2002–2003     | دوري الدرجة الثالثة            |
| 2003–2023     | دوري الدرجة الثانية            |
| 2023–حتى الآن | دوري الدرجة الأولى             |

## سجل الأبطال
| الموسم  | البطل        |
| ------- | ------------ |
| 2023–24 | الموصل       |
| 2024–25 | الحشد الشعبي |